# Liste des sites Natura 2000 de la Drôme
Cet article recense les sites Natura 2000 de la Drôme, en France.

## Statistiques
La Drôme compte en 2016 trente-quatre sites classés Natura 2000. 
Vingt-sept bénéficient d'un classement comme site d'intérêt communautaire (SIC), sept comme zone de protection spéciale (ZPS).

## Sites classés Natura 2000

### Sites d'importance communautaire
| Site Natura 2000                                                                                       | Numéro    | Zones naturelles d'intérêt écologique, faunistique et floristique  | Localisation                                                                                      | Superficie (hectares) | Photo              |
| Sables de l'Herbasse et des Balmes de l'Isère                                                          | FR8201675 | Pont de L'Herbasse, Ussiaux, Houlettes, Champos, Balmes de l'Isère | Clérieux, Peyrins, Saint-Bardoux, Romans-sur-Isère, Charmes-sur-l'Herbasse, Châteauneuf-sur-Isère | 1060                  |                    |
| Sables du Tricastin                                                                                    | FR8201676 |                                                                    | Suze-la-Rousse                                                                                    | 1233                  |                    |
| Milieux alluviaux du Rhône Aval                                                                        | FR8201677 |                                                                    | Vallée du Rhône                                                                                   | 2111                  |                    |
| Milieux aquatiques et alluviaux de la Basse-Vallée de la Drôme                                         | FR8201678 |                                                                    |                                                                                                   | 371                   |                    |
| Rivière du Roubion                                                                                     | FR8201679 |                                                                    | Le Roubion                                                                                        | 621                   |                    |
| Landes, pelouses, forêts et prairies humides de Lus-la-Croix-Haute                                     | FR8201680 |                                                                    | Lus-la-Croix-Haute                                                                                | 3647                  |                    |
| Pelouses a orchidées et lisieres du Vercors occidental                                                 | FR8201681 |                                                                    | Massif du Vercors                                                                                 | 329                   |                    |
| Pelouses et habitats rocheux du rebord meridional du Vercors                                           | FR8201682 |                                                                    | Massif du Vercors                                                                                 | 2284                  |                    |
| Zones humides et rivière de la Haute-Vallée de la Drôme                                                | FR8201683 |                                                                    | La Bâtie-des-Fonds                                                                                | 80                    |                    |
| Milieux alluviaux et aquatiques et gorges de la Moyenne-Vallée de la Drôme et du Bez                   | FR8201684 |                                                                    | Rochebrune                                                                                        | 254                   |                    |
| Pelouses, landes, falaises et forêts de la montagne d'Aucelon                                          | FR8201685 |                                                                    | Aucelon                                                                                           | 1479                  | montagne d'Aucelon |
| Pelouses, forets et grottes du Massif de Saoû                                                          | FR8201686 |                                                                    | Saoû                                                                                              | 2463                  | Forêt de Saoû      |
| Pelouses, forets et habitats rocheux de la montagne de l'Aup et de la Sarcena                          | FR8201688 |                                                                    |                                                                                                   | 504                   |                    |
| Forêts alluviales, rivière et gorges de l'Eygues                                                       | FR8201689 |                                                                    |                                                                                                   | 1022                  |                    |
| Grotte a chauves-souris des Sadoux                                                                     | FR8201690 |                                                                    |                                                                                                   | 1326                  |                    |
| Sources et habitats rocheux de la Vernaison et des Goulets de Combe-Laval et du Vallon de Sainte-Marie | FR8201692 |                                                                    |                                                                                                   | 1235                  |                    |
| Pelouses, fourrés et forêts de Larran, du Pied du Mulet et de la Montagne de Chabre                    | FR8201694 |                                                                    |                                                                                                   | 1382                  |                    |
| Pelouses et habitats rocheux des Gorges de Pommerol                                                    | FR8201695 |                                                                    |                                                                                                   | 1022                  |                    |
| Tuffières du Vercors                                                                                   | FR8201696 |                                                                    |                                                                                                   | 71                    |                    |
| Grotte à chauves-souris de Baume Sourde                                                                | FR8201697 |                                                                    |                                                                                                   | 334                   |                    |
| Les Ramières du Val de Drôme                                                                           | FR8210041 | Réserve naturelle des Ramières du Val de Drôme                     |                                                                                                   | 374                   |                    |